# Arrondissement Antwerpen
Het arrondissement Antwerpen is een van de drie administratieve arrondissementen van de provincie Antwerpen, zie ook de drie administratieve arrondissementen van de provincie Antwerpen. Het arrondissement heeft een oppervlakte van 984,02 km² en telde 1.076.745 inwoners op 1 januari 2025.
Het gerechtelijk arrondissement Antwerpen is tevens het kiesarrondissement bij de provincieraadsverkiezingen.

## Toponymie[1]
Het toponiem "Antwerpen" verwijst naar de hoofdplaats van dit arrondissement, de stad Antwerpen. De naam is etymologisch en archeologisch te verklaren uit de naam die gegeven werd aan de plaats van de eerste nederzetting bij de ‘anda werpum’, wat eigenlijk Germaans is voor ‘aangeworpen gronden’ (in een bocht van de rivier).
Een 15e-eeuwse sage vertelt dat in het land van de Schelde omstreeks het begin van onze tijdrekening een reus, Druon Antigoon, heerste, die van elke schipper een zware tol eiste. Wanneer deze weigerde te betalen, werd hem de hand afgehakt. Een Romeinse krijger, Silvius Brabo, bevocht, overwon en doodde de reus, hakte zijn hand af en wierp hem in de Schelde. Het bevrijde volk noemde de stad Antwerpen (van handwerpen).

## Geschiedenis
Het arrondissement Antwerpen ontstond in 1800 als eerste arrondissement in het departement Twee Neten. Het bestond oorspronkelijk uit de kantons Antwerpen, Boom, Berchem, Brecht, Ekeren en Zandhoven.
In 1923 verhuisden de toenmalige gemeenten Burcht en Zwijndrecht van het arrondissement Sint-Niklaas naar het arrondissement Antwerpen met het oog op de uitbreiding van de haven van Antwerpen en de bouw van woonwijken. Op 1 januari 2025 is de gemeente Zwijndrecht opnieuw in Oost-Vlaanderen opgenomen door het ontstaan van de fusiegemeente Beveren-Kruibeke-Zwijndrecht.
Het arrondissement was tot 2014 zowel een bestuurlijk als een gerechtelijk arrondissement. In 2014 is het gerechtelijk arrondissement Antwerpen opgegaan in het grotere gerechtelijk arrondissement Antwerpen (inclusief de voormalige gerechtelijk arrondissementen Mechelen en Turnhout).

## Geografie

### Topografie
Het arrondissement Antwerpen ligt grotendeels binnen de Vlaamse Ruit en bevindt zich op de ABC-as. Het territorium van het arrondissement bestrijkt de noordelijke en westelijke gemeenten van de provincie Antwerpen. Van Essen in het noorden tot Rumst in het zuiden en van Bornem in het westen tot Malle in het oosten. De hoofdplaats is Antwerpen. Het arrondissement heeft sinds 1 januari 2025 (verlies van gemeente Zwijndrecht) een oppervlakte van 980,07 km².

### Hydrografie
In het zuiden van het arrondissement ligt in de gemeente Rumst de samenvloeiing van de Nete en de Dijle, die vanaf dat punt samen de Rupel vormen. Te Schelle mondt deze uit in de Schelde.
De Schelde vormt de grens tussen de arrondissementen Antwerpen en Sint-Niklaas. Naast de Rupel monden op het arrondissementele grondgebied ook nog de Potvliet, de Edegemsebeek (Hemiksem) en het Schijn (via het Lobroekdok) in de Schelde.
Het oorsprongsgebied van de Grote Schijn bevindt zich in een moerassig weiland halverwege de Trappistenabdij van Westmalle. Ze stroomt verder langs en door Zoersel, Oelegem, Schilde, Wijnegem, Wommelgem, Deurne en Borgerhout. Ter hoogte van Wommelgem mondt de Koude Beek uit in de rivier. Vanuit Schoten en Wijnegem komen de Kleine Schijn' ; vanuit Schilde de Kleinebeek en de Zwanebeek, vanuit Wommelgem ook nog de Diepenbeek, de Rollebeek en de Dorpsloop.

### Pedologie
De pedologie stelt dat de bodem van het arrondissement voornamelijk bestaat uit natte en droge zand- en lemig-zandgronden, natte leemgronden, historische polders en overdekte pleistocene gronden. Alle vijf worden ze gerekend tot de Podzolgronden (askleurige bodems).

### Stratigrafie
De stratigrafie stelt dat de gesteenten in het arrondissement zich tijdens diverse tijdsvakken vormden. Zo stamt de streek rond Antwerpen uit het plioceen. De haven van Antwerpen bevindt zich dan weer in een streek gevormd in het holoceen. De streek van de zuidelijke randgemeenten stamt uit het mioceen en de streek van de noordelijke gemeenten ten slotte uit het pleistoceen.

### Lithologie
De lithologie stelt dat de bodem uit klei uit het tertiair in het zuiden van het arrondissement bestaat, uit Polderklei en rivieralluvia in het noorden en uit zand uit het tertiair en pleistoceen in het centrum.

### Geografische streken
Het arrondissement ligt bijna geheel in de geografische streek Kempen. Enkele van de meest zuidelijke gemeenten behoren tot de Groentestreek.

### Urbanisatiegraad
Het Ruimtelijk Structuurplan Vlaanderen deelt de stad Antwerpen in als grootstedelijk gebied. De agglomeratie van de stad strekt zich ± uit over het ganse arrondissement en de forensenwoonzone strekt zich zelfs tot ver daarbuiten uit. Voorts worden de gemeenten Kontich en Edegem en de stad Mortsel als specifieke economische knooppunten genoemd.

### Bestuurlijke indeling
| Antwerpen        | Antwerpen        | Supranationaal         | Nationaal                         | Nationaal           | Gemeenschap         | Gewest              | Provincie           | Arrondissement  | Provinciedistrict | Kanton          | Gemeente        | District         |
| ---------------- | ---------------- | ---------------------- | --------------------------------- | ------------------- | ------------------- | ------------------- | ------------------- | --------------- | ----------------- | --------------- | --------------- | ---------------- |
| Administratief   | Niveau           | Europese Unie          | België                            | België              | Vlaanderen          | Vlaanderen          | Antwerpen           | Antwerpen       | Antwerpen         | Antwerpen       | 30              | 9                |
| Administratief   | Bestuur          | Europese Commissie     | Belgische regering                | Belgische regering  | Vlaamse regering    | Vlaamse regering    | Deputatie           | Deputatie       | Deputatie         | Deputatie       | Gemeentebestuur | Districtscollege |
| Administratief   | Raad             | Europees Parlement     | Kamer van volksvertegenwoordigers | Vlaams Parlement    | Vlaams Parlement    | Vlaams Parlement    | Provincieraad       | Provincieraad   | Provincieraad     | Provincieraad   | Gemeenteraad    | Districtsraad    |
| Kiesomschrijving | Kiesomschrijving | Nederlands Kiescollege | Kieskring Antwerpen               | Kieskring Antwerpen | Kieskring Antwerpen | Kieskring Antwerpen | Kieskring Antwerpen | Antwerpen       | Antwerpen         | 6               | 30              | 9                |
| Verkiezing       | Verkiezing       | Europese               | Federale                          | Federale            | Vlaamse             | Vlaamse             | Provincieraads-     | Provincieraads- | Provincieraads-   | Provincieraads- | Gemeenteraads-  | Districtsraads-  |

#### Provinciedistricten
- Antwerpen

#### Kantons
| - Antwerpen - Boom - Brasschaat (gerechtelijk) | - Brecht (kieskanton) - Kapellen - Kontich | - Ranst - Schilde (gerechtelijk) - Zandhoven |

#### Gemeenten
| - Aartselaar - Antwerpen (stad) - Boechout - Boom - Brasschaat - Brecht - Edegem - Essen - Hemiksem - Hove | - Kalmthout - Kapellen - Kontich - Lint - Malle - Mortsel (stad) - Niel - Ranst - Rumst | - Schelle - Schilde - Schoten - Stabroek - Wijnegem - Wommelgem - Wuustwezel - Zandhoven - Zoersel |

#### Stadsdistricten
| - Antwerpen - Berchem - Berendrecht-Zandvliet-Lillo - Borgerhout | - Borsbeek - Deurne - Ekeren | - Hoboken - Merksem - Wilrijk |

#### Deelgemeenten
| - Aartselaar - Boechout - Boom - Brasschaat - Brecht - Broechem - Edegem - Emblem - Essen - 's-Gravenwezel - Halle - Hemiksem - Hoevenen - Hove - Kalmthout | - Kapellen - Kontich - Lint - Loenhout - Massenhoven - Mortsel - Niel - Oelegem - Oostmalle - Pulderbos - Pulle - Ranst - Reet - Rumst - Schelle | - Schilde - Schoten - Sint-Job-in-'t-Goor - Sint-Lenaarts - Stabroek - Terhagen - Viersel - Vremde - Waarloos - Westmalle - Wijnegem - Wommelgem - Wuustwezel - Zandhoven - Zoersel |

### Aangrenzende arrondissementen
| Aangrenzende arrondissementen | Aangrenzende arrondissementen | Aangrenzende arrondissementen       | Aangrenzende arrondissementen | Aangrenzende arrondissementen |
| ----------------------------- | ----------------------------- | ----------------------------------- | ----------------------------- | ----------------------------- |
|                               |                               | Provincie Noord-Brabant (Nederland) |                               |                               |
|                               |                               |                                     |                               |                               |
| Sint-Niklaas                  | Turnhout                      |                                     |                               |                               |
|                               |                               |                                     |                               |                               |
|                               |                               | Mechelen                            |                               |                               |

## Demografie

### Evolutie van het inwonertal
Inwoneraantal x 1000
- Bron:NIS - Opm:1806 t/m 1970=volkstellingen; vanaf 1980= inwoneraantal per 1 januari
- Op 1 januari 2025 verlies van de gemeente Zwijndrecht aan het arrondissement Sint-Niklaas

| Inwoners van jaar tot jaar op 1 januari 1992 tot heden | Inwoners van jaar tot jaar op 1 januari 1992 tot heden | Inwoners van jaar tot jaar op 1 januari 1992 tot heden |
| Jaar                                                   | Aantal                                                 | Evolutie: 1992=index 100                               |
| ------------------------------------------------------ | ------------------------------------------------------ | ------------------------------------------------------ |
| 1992                                                   | 928.080                                                | 100,0                                                  |
| 1993                                                   | 932.269                                                | 100,5                                                  |
| 1994                                                   | 933.803                                                | 100,6                                                  |
| 1995                                                   | 933.386                                                | 100,6                                                  |
| 1996                                                   | 932.989                                                | 100,5                                                  |
| 1997                                                   | 933.245                                                | 100,6                                                  |
| 1998                                                   | 931.718                                                | 100,4                                                  |
| 1999                                                   | 931.369                                                | 100,4                                                  |
| 2000                                                   | 932.103                                                | 100,4                                                  |
| 2001                                                   | 931.567                                                | 100,4                                                  |
| 2002                                                   | 935.381                                                | 100,8                                                  |
| 2003                                                   | 940.681                                                | 101,4                                                  |
| 2004                                                   | 944.921                                                | 101,8                                                  |
| 2005                                                   | 948.858                                                | 102,2                                                  |
| 2006                                                   | 954.680                                                | 102,9                                                  |
| 2007                                                   | 961.131                                                | 103,6                                                  |
| 2008                                                   | 969.054                                                | 104,4                                                  |
| 2009                                                   | 977.612                                                | 105,3                                                  |
| 2010                                                   | 985.332                                                | 106,2                                                  |
| 2011                                                   | 998.211                                                | 107,6                                                  |
| 2012                                                   | 1.010.001                                              | 108,8                                                  |
| 2013                                                   | 1.017.197                                              | 109,6                                                  |
| 2014                                                   | 1.022.140                                              | 110,1                                                  |
| 2015                                                   | 1.027.342                                              | 110,7                                                  |
| 2016                                                   | 1.033.674                                              | 111,4                                                  |
| 2017                                                   | 1.039.943                                              | 112,1                                                  |
| 2018                                                   | 1.045.593                                              | 112,7                                                  |
| 2019                                                   | 1.051.301                                              | 113,3                                                  |
| 2020                                                   | 1.057.736                                              | 114,0                                                  |
| 2021                                                   | 1.059.839                                              | 114,2                                                  |
| 2022                                                   | 1.064.277                                              | 114,7                                                  |
| 2023                                                   | 1.078.084                                              | 116,2                                                  |
| 2024                                                   | 1.087.249                                              | 117,2                                                  |
| 2025                                                   | 1.076.745                                              | 116,0                                                  |

## Cultuur

### Dialect
Globaal genomen worden de dialecten uit het arrondissement ingedeeld onder het Brabants. Daarnaast vallen de dialecten verder onder te verdelen als Kempen-Brabants en meer bepaald de subgroep van de "heirbaan-dialecten" (de dialecten die ontstonden langs de heirbaan richting Dordrecht). Het echte Antwerps is een typisch stadsdialect, dat duidelijk te onderscheiden is van de dialecten uit het omliggende gebied.

### Evenementen
- De Sinksenfoor, een jaarlijks terugkerende kermis, een van de grootste van het land, op de Antwerpse gedempte zuiderdokken.

- De Zomer van Antwerpen, een geheel van evenementen die jaarlijks plaatsvinden in de zomermaanden te Antwerpen
- Bloemencorso Loenhout, de grootste bloemencorso van België. Elke tweede zondag van september in Loenhout. Immaterieel erfgoed.

- Kleine Bloemenstoet Wommelgem, een bloemencorso te Wommelgem
- Mano Mundo, een festival in De Schorre te Boom
- Tomorrowland, een dance-evenement in De Schorre te Boom
- Schoolrock, een festival in het Sint-Rita College te Kontich
- Sfinks, een wereldmuziekfestival te Boechout
- Puntpop, een festival te Wuustwezel
- Rock@Edegem, een festival in Edegem
- Hove Live, een festival in het gemeentepark te Hove
- Internationaal Volksdansfestival Edegem, een volksdansfestival te Edegem
- Wereldfestival van Folklore Schoten, een volksdansfestival te Schoten
- Calamartes Festival, een cultuurfestival in Antwerpen

### Uitgaan

#### Verleden
- Zillion, een discotheek te Antwerpen
- Koninklijke Vlaamse Opera, De voormalige opera van Antwerpen
- Club X, een discotheek te Wuustwezel
- 't Kruispunt, een underground-jeugdhuis te Edegem

#### Heden
- Stadsschouwburg Antwerpen, schouwburg te Antwerpen
- Arenbergschouwburg, een schouwburg te Antwerpen
- Fakkeltheater, een theater te Antwerpen
- Vlaamse Opera te Antwerpen
- Koninklijk Ballet van Vlaanderen te Antwerpen
- Sportpaleis, een evenementenhal te Antwerpen
- deSingel, een evenementenhal te Antwerpen
- Trix, een concertzaal te Antwerpen die vroeger bekendstond als Hof Ter Loo
- Petrol, een club te Antwerpen
- Schelda'pen, een autonoom alternatief jeugdcentrum te Antwerpen
- Café D'Anvers, een club te Antwerpen
- Red and Blue, te Antwerpen
- Club Cube, een club op het Eilandje te Antwerpen
- Den Almoezenier
- Lintfabriek, een underground-jeugdhuis te Kontich

### Media
- ATV, de regionale televisiezender van de regio Antwerpen
- Gazet van Antwerpen, een Vlaamse landelijke krant met regionale edities waaronder drie stadsedities.
- Radio Minerva, de oudste lokale radio van Antwerpen en volgens CIM-metingen eveneens de populairste.
- Radio Centraal, een lokale radio.
- O radio, een lokale radio
- Crooze.FM, een lokale radio

### Streekproducten[8]
- Antwerpse handjes, chocolade of koekjes in de vorm van een handje uit Antwerpen * Koffiekoeken
- Congolaiskes
- Bollekes van Brouwerij De Koninck te Antwerpen
- Oude Antwerpse genever, graanjenever van 38° van “De Poldenaar”
- Antwerpse koffie Amberes van Koffie Verheyen
- Antwerps gerookt paardenvlees
- Antwerpse kalfsrol
- Witte pensen
- Filet d'Anvers
- Candico kandijsuiker
- Ingelegde haring van Poolster
- Trappist van Westmalle
- Kontichse Specfour, een gebakje met speculoos en kokos

## Religie en levensbeschouwing

### Rooms-katholieke kerk
De meeste parochies van het arrondissement Antwerpen liggen in het bisdom Antwerpen. Uitzondering hierop vormen de parochies van de gemeenten Burcht en Zwijndrecht die tot het bisdom Gent behoren.

### Anglicaanse kerk
De Anglicaanse Kerk heeft 1 gemeente in het arrondissement Antwerpen en organiseert haar erediensten in de Sint-Bonifaciuskerk. Antwerpen is de zetel van het aartsdekenaat Noordwest-Europa, dat België, Nederland en Luxemburg omvat en deel uitmaakt van het bisdom Europa van de Kerk van Engeland.

### Orthodoxe kerk
Het Oecumenisch patriarchaat van Constantinopel telt in het arrondissement één parochie die bevoegd is voor de Grieks-orthodoxen en één parochie van de Russische traditie. Daarnaast is er ook nog één parochie van de Roemeens-orthodoxe Kerk. De erediensten in de Russische traditie gaan door in de Sint-Jozefkerk, die van de Grieks-orthodoxe in de Boodschap-van-de-Moeder-Godskerk en de Roemeens-orthodoxe ten slotte in de Geboorte-Moeder-Godskerk.

### Protestantse kerk
Antwerpen telt 6 protestantse gemeenten, die deel uitmaken van de Verenigde Protestantse Kerk in België. Hiervan liggen er vijf in Antwerpen en een in Boechout.

### Evangelische gemeente
Er zijn een tiental Nederlandstalige evangelische gemeenten in het arrondissement. Zij behoren tot de Evangelische Alliantie Vlaanderen. Samen met de Protestantse gemeenten zijn zij bij de overheid vertegenwoordigd als ARPEE.

### Jodendom
De stad Antwerpen, en in mindere mate Wilrijk en Edegem huisvesten een grote Joodse gemeenschap waarvan ongeveer 20.000 gelovigen het orthodox jodendom belijden. Velen van hen behoren tot de streng orthodoxe charedische richting. Antwerpen is na Londen het grootste centrum van charedische joden in Europa. Zij gaan dienovereenkomstig gekleed en zijn daarom een opvallende verschijning in het Antwerpse straatbeeld. Chassidische joden vormen het merendeel van de charedische joden. Grote chassidische bewegingen gevestigd in Antwerpen zijn onder andere Pshevorsk, Satmar, Belz, Bobov, en Lubavitch. De joodse gemeenschap heeft twee hoofdsynagoges in de stad Antwerpen, met name de Machsike Hadass en Shomre Hadas.

### Islam
Er zijn verschillende islamitische moskees gevestigd in het arrondissement Antwerpen, de meeste hiervan liggen in de stad Antwerpen. De meeste moskeeën zijn in de Turkse en Marokkaanse traditie. Daarnaast zijn er ook nog vier in de Pakistaanse en telkens één in Bosnische, Bengaalse en Albanese traditie. De overgrote meerderheid van de moslims in het arrondissement is soenniet (سونى).

## Economie

### Sociaal overleg
Op arrondissementsniveau zijn er twee overlegorganen tussen werkgevers- en werknemersorganisaties: de Sociaal-Economische Raad van de Regio (SERR) en het Regionaal Economisch Sociaal Overlegcomité (RESOC). De SERR Antwerpen is bipartiet samengesteld en de RESOC Antwerpen tripartiet, dit wil zeggen dat er ook vertegenwoordigers van de gemeenten en provincies aan deelnemen. Het bevoegdheidsgebied van de RESOC Antwerpen en de SERR Antwerpen komt overeen met de oppervlakte van het arrondissement. Beide overlegorganen komen op regelmatige basis samen.
RESOC Antwerpen heeft onder meer de bevoegdheid om het streekpact op te stellen, dit is een strategische visie op de sociaal-economische ontwikkeling van de streek met een duur van zes jaar. Daarnaast kunnen steden, gemeenten en de Vlaamse Regering het orgaan om advies vragen over sociaal-economische kwesties. De twee voornaamste beleidsterreinen van het RESOC zijn economie en werkgelegenheid. RESOC Antwerpen is samengesteld uit 8 vertegenwoordigers van de lokale werknemersorganisaties (ABVV, ACV en ACLVB), 8 vertegenwoordigers van de werkgeversorganisaties (Voka, UniZO, Boerenbond en Verso) en ten slotte 4 vertegenwoordigers van de gemeenten en 4 voor de provincie. Daarnaast kan RESOC Antwerpen autonoom beslissen om bijkomende organisaties of personen uit te nodigen. Voorzitster van RESOC Antwerpen is Robert Voorhamme
SERR Antwerpen heeft als belangrijkste taak de verschillende overheden te adviseren over hun werkgelegenheidsinitiatieven voor de eigen streek. Daarnaast houdt de raad in de gaten hoe de werkgelegenheid zich ontwikkelt in de regio, met specifieke aandacht voor kansarme groepen.
Beide overlegorganen worden overkoepeld door het Erkend Regionaal Samenwerkingsverband (ERSV), een juridische hulpstructuur op provinciaal niveau, die verantwoordelijk is voor het personeels- en financiële beheer van de verschillende SERR's en RESOC's binnen de provincie Antwerpen.

## Onderwijs

### Kleuter- en lager onderwijs
In bijna elke gemeente en/of deelgemeente bevindt zich ten minste één kleuter- en lagere school. Alle onderwijsnetten zijn vertegenwoordigd in het arrondissement.

### Secundair onderwijs

#### Officieel onderwijs

##### Gemeenschapsonderwijs
De scholen die onder de onderwijskoepelorganisatie RAGO vallen:
| - Middenschool Den Brandt te Aartselaar - Koninklijke Balletschool Antwerpen - De!Kunsthumaniora (RIKSO) te Antwerpen - Koninklijk Atheneum Berchem - Koninklijk Atheneum Boom - Koninklijk Atheneum Brasschaat - Koninklijk Atheneum Deurne - Koninklijk Atheneum Hoboken | - Koninklijk Atheneum Kalmthout - Koninklijk Atheneum Kapellen - Koninklijk Atheneum Merksem - Koninklijk Atheneum Mortsel - Koninklijk Atheneum Schilde - Koninklijk Atheneum Schoten - Koninklijk Atheneum I Antwerpen te Wilrijk | - Koninklijk Technisch Atheneum Zwijndrecht-Cenflumarin - Koninklijk Technisch Atheneum Stabroek - Koninklijk Technisch Atheneum Niel - Koninklijk Technisch Atheneum Kapellen - Koninklijk Technisch Atheneum Edegem - Koninklijk Technisch Atheneum Ruggeveld te Deurne-Borgerhout - Koninklijk Technisch Atheneum Brasschaat - Koninklijk Lyceum Antwerpen |

| De scholen die onder de onderwijskoepelorganisatie POV vallen: - Provinciaal Instituut Sint-Godelieve te Antwerpen - Provinciaal Instituut PIVA te Antwerpen - Provinciaal Instituut voor Technisch Onderwijs Stabroek |  |  | De scholen die onder de onderwijskoepelorganisatie OVSG vallen: - De Leonardo Lyceums te Antwerpen - De scholen van Scholengemeenschap Noord (SG Noord) te Antwerpen - Stedelijk Instituut voor Sierkunsten en Ambachten (SISA) te Antwerpen - Gemeentelijk Instituut Brasschaat Secundair Onderwijs (GIBSO) - Gemeentelijk Technisch Instituut Sint-Jozef te Kalmthout - Stedelijk Instituut Groensport te Merksem - Gesubsidieerd Technisch Instituut Mortsel (GTIM) |

#### Vrij onderwijs

##### Confessioneel vrij onderwijs
De scholen die onder de onderwijskoepelorganisatie Katholiek Onderwijs Vlaanderen vallen:
| - Sint-Lievenscollege te Antwerpen - Sint-Norbertusinstituut te Antwerpen - Onze-Lieve-Vrouwecollege te Antwerpen - Sint-Jan Berchmanscollege te Antwerpen - Instituut Dames van het Christelijk Onderwijs te Antwerpen - Sint-Ludgardisschool te Antwerpen - Secundaire Handelsschool Sint-Lodewijk te Antwerpen - Sint-Claracollege te Antwerpen - Sint-Lucas Kunstsecundair te Antwerpen - Scheppersinstituut Deurne & Antwerpen - Instituut Sint-Maria te Antwerpen - H.Pius X-instituut te Antwerpen - Sint-Annacollege te Antwerpen - Sint-Willebrord-H.Familie te Antwerpen - Van Celstinstituut te Antwerpen - Sint-Gabriëlcollege Boechout - Onze-Lieve-Vrouwinstituut Boom | - Xaveriuscollege te Borgerhout - Instituut Maris Stella - Sint-Agnes te Borgerhout - Sint-Jozefsinstituut Borsbeek - Mater Dei Instituut te Brasschaat - Sint-Michielscollege te Brasschaat - Onze-Lieve-Vrouw-van-Lourdescollege Edegem (OLVE) - Sint-Jozefinstituut Essen - Don Bosco-Mariaberginstituut te Essen - College van het Eucharistisch Hart Essen - Sint-Agnesinstituut Hoboken - Don Bosco Technisch Instituut Hoboken - Regina Pacis te Hove - Instituut Heilig-Hart Kalmthout - Mater Salvatorisinstituut te Kapellen - Sint-Jozefinstituut te Kontich - Sint-Ritacollege te Kontich - Vrij Technisch Instituut te Kontich | - Sint-Eduardusinstituut te Merksem - Sint-Ludgardisschool te Merksem - Sint-Elisabeth-Instituut Merksem - Groenendaalcollege te Merksem - Katholiek Scholencentrum JOMA Merksem - Onze-Lieve-Vrouw-van-Lourdes-college Mortsel - Heilig Hart van Maria-Instituut te Schilde - Anna-Theresia-Instituut te Mortsel - Secundaire Handelsschool Sint-Aloïsius te Mortsel - Sint-Jozefinstituut Schoten - Sint-Michielscollege te Schoten - Vita et Pax College te Schoten - Sint-Cordula Instituut te Schoten - Annuntia-Instituut te Wijnegem - Sint-Ursula-instituut Wilrijk - Stella Matutina-Instituut te Wuustwezel - Vrij Technisch Instituut Zandhoven |

##### Niet-confessioneel vrij onderwijs
- Vrije Israelitische school voor Secundair Onderwijs Yavne te Antwerpen
- Tachkemoni Atheneum te Antwerpen
- Israelitische Atheneum Jesode-Hatora-Beth-Jacob te Antwerpen
- Middelbare Rudolf Steinerschool Vlaanderen te Antwerpen
- Lucerna College te Antwerpen

### Hoger onderwijs en universiteit
De Universiteit Antwerpen vormt een associatie met de hogescholen Antwerp Maritime Academy, Artesis Plantijn Hogeschool Antwerpen en de Karel de Grote-Hogeschool. De Lessius Hogeschool daarentegen was toegetreden tot de Associatie KU Leuven en de academische bachelor- en masteropleidingen werden sinds 2013 opleidingen van de KU Leuven op Campus Antwerpen.
In Antwerpen is ook een Faculteit voor Vergelijkende Godsdienstwetenschappen gevestigd, die op universitair niveau op basis van totale tolerantie de verschillende religies en wereldbeschouwingen bestudeert.

## Sport

### Voetbal
De belangrijkste voetbalclubs van het arrondissement zijn KFCO Beerschot-Wilrijk en Antwerp FC. KFCO Beerschot-Wilrijk speelt in de Eerste amateurklasse en is een fusieclub ontstaan uit KFCO Wilrijk en Beerschot AC, die op zijn beurt ontstond uit een fusie tussen Germinal Ekeren en Beerschot VAC. Beerschot VAC werd zevenmaal landskampioen (1921/22 · 1923/24 · 1924/25 · 1925/26 · 1927/28 · 1937/38 · 1938/39) en won tweemaal de Beker van België (1971 & 1979). Germinal Ekeren won eenmaal de Beker van België (1997). De fusieclub won eveneens eenmaal de beker van België (2205).
Antwerp FC, ook wel de Great Old genoemd, speelt in de Eerste klasse en werd viermaal landskampioen (1928/29 · 1930/31 · 1943/44 · 1956/57) en won tweemaal de Beker van België (1955 & 1992). In 1993 was de ploeg de verliezend finalist in de Europese Beker voor Bekerwinnaars.
Daarnaast voetballen ook Rupel Boom FC (Derde klasse), Cappellen FC (Derde klasse) en Berchem Sport, (Derde klasse) in de nationale reeksen.
In het vrouwenvoetbal speelt Beerschot AD in de BeNe League.
In het zaalvoetbal speelt er één ploeg, Chase Antwerpen, uit het arrondissement in de hoogste afdeling.

### Basketbal
Eén basketbalclub uit het arrondissement, de Antwerp Giants, speelt in de Ethias League. De club ontstond uit een fusie van Sobabee Antwerpen en Racing Mechelen in 1995. De club won tweemaal de Beker van België (2000 en 2007) en werd eenmaal landskampioen (2000). Sobabee Antwerpen won viermaal de Beker van België (1957 · 1961 · 1972 en 1974) en werd achtmaal landskampioen (1956 · 1959 · 1960 · 1961 · 1962 · 1963 · 1964 & 1973).
Daarnaast zijn er ook nog Sint Jan AB en Soba Antwerpen.

### Handbal
In het handbal spelen KV Sasja HC bij de mannen en DHW Antwerpen HC bij de vrouwen in de hoogste klasse. KV Sasja HC werd zesmaal kampioen van België (1968, 1974, 1975, 2006, 2007 & 2008) en won eveneens zesmaal de Beker van België (1971, 1973, 1977, 1981, 1982, 2007). Daarnaast won de club eenmaal de BeNeLiga in 2008. De voormalige vrouwenploeg van KV Sasja HC werd eenmaal landskampioen (1985) en won eenmaal de beker (1988). In 2004 fusioneerde de club met Uilenspiegel Wilrijk tot DHW Antwerpen HC. Uilenspiegel Wilrijk werd achtmaal landskampioen (1963, 1964, 1970, 1971, 1972, 1978, 1979 & 1981) en won tweemaal de Beker van België (1978 & 1979). DHW won eenmaal de Beker (2006) en werd eenmaal landskampioen (2005).

### Volleybal
In het volleybal speelt Topvolley Antwerpen in de Volleyballiga. De club ontstond na een fusie tussen First Antwerp Volley Team en VC Zorgvliet Hoboken in 1995. De club speelde een aantal jaren mee in de top van de Ereklasse maar degradeerde in 2003. In 2008 promoveerde de club weer naar het hoogste niveau.

### Waterpolo
Antwerpen is de bakermat van het Belgische waterpolo. De sport wordt er beoefend quasi sinds het ontstaan ervan en van de 109 titels, werden er 28 gewonnen door Antwerpse clubs. 4 door de ondertussen niet meer bestaande clubs  S.C. Maccabi (1) en Z.S. Scaldis (3) en 24 door Antwerpse waterpolo. Na een droogte van 31 jaar, werd in 2018 opnieuw de nationale titel behaald. De Beker van België werd gewonnen in 1990, 2000, 2003, 2019, 2022 en 2O25

### Overige
Daarnaast zijn er ook nog R. Antwerp HC, Braxgata HC, Beerschot HC en KHC Dragons in het hockey, de Antwerp Eagles in het honkbal en Scaldis en AKC in het korfbal.

## Bekende inwoners
Bekende personen die geboren of woonachtig zijn of waren in het arrondissement Antwerpen of een andere significante band met het arrondissement hebben:
| - Hadewych, (° & † 13de eeuw), Middelnederlands auteur - Abraham Ortelius (°1527 - †1598), geograaf - Pieter Paul Rubens (°1577 - †1640), schilder - David Teniers I (°1582 - †1649), schilder - Pieter III Brueghel (°1589 - †1640), schilder - Jacob Jordaens (°1593 - †1678), schilder - Antoon van Dyck (°1599 - †1641), schilder - Jan Brueghel de Jonge (°1601 - †1678), schilder - David Teniers II, (°1610 - †1690), schilder - Jan Erasmus Quellin (°1634 - †1715), schilder - Jan Frans Willems (°1793 - †1846), stichter van de Vlaamse beweging, het Willemsfonds is naar hem genoemd - Hendrik Conscience (°1812 - †1883), auteur - Lieven Gevaert (°1868 - †1935), industrieel - Willem Elsschot (Alfons De Ridder) (°1882 - †1960), auteur - Constant Permeke (°1886 - †1952), schilder - Paul van Ostaijen (°1896 - †1928), auteur - Frans Detiège (°1909 - †1980), voormalig burgemeester en politicus - Frans Van Immerseel (°1909 - †1978), kunstenaar - Willy Vandersteen (°1913 - †1990), striptekenaar van onder andere Suske en Wiske - Luc Philips (°1915 - †2002), acteur - Leo Tindemans (°1922), politicus CVP - Karel Dillen (°1925 - †2007), politicus Volksunie en Vlaams Blok - Bobbejaan Schoepen (°1925 - †2010), muzikant en oprichter van Bobbejaanland. - Hugo Schiltz (°1927 - †2006), politicus Volksunie - Bob Mendes (°1928), auteur - Dora van der Groen (°1927), actrice - Gaston Berghmans (°1929), acteur - Jef Geeraerts (°1930), auteur - Vic Anciaux (°1931), politicus Volksunie - Bob Cools (°1934), voormalig burgemeester en politicus SP - Wannes Van de Velde (°1937 - †2008), muzikant, dichter en kunstenaar - Raymond Bossaerts (°1938) (stem-)acteur van onder andere Kapitein Zeppos - Panamarenko (°1940), kunstenaar - François-Xavier de Donnea (°1941), politicus voor de MR | - Fred Bervoets (°1942), kunstenaar - Leona Detiège (°1942), voormalig minister, staatssecretaris, burgemeester van Antwerpen en politica voor SP en sp.a - Roland Van Campenhout (°1945), bluesmuzikant - Ann Christy (°1945 - †1984), muzikante - Jos Van Immerseel, (°1945), cembalist en dirigent - Bavo Claes (°1949), voormalig nieuwsanker - Kris De Bruyne (°1950), muzikant - Carl Huybrechts (°1951), tv-presentator en sportcommentator - Jacques Vermeire (°1951), acteur en komiek - Jean-Marie Pfaff (°1953), voormalig voetbalkeeper - Christine Van Broeckhoven (°1953), moleculair biologe en politica sp.a - Mieke Vogels (°1954), politica Agalev en Groen! - Patrick Janssens (°1956), huidig burgemeester van Antwerpen en politicus voor sp.a - Hugo Matthysen (°1956), muzikant, televisie- en radiopersoonlijkheid - Dries Van Noten (°1958), modeontwerper - Bart Staes (°1958), politicus Spirit en Groen! - Jan Leyers (°1958), muzikant en reportagemaker - Jan Fabre (°1958), kunstenaar - Filip De Winter (°1962), politicus Vlaams Blok en Vlaams Belang - Bart Peeters (°1959), muzikant, televisie- en radiopersoonlijkheid - Wim Helsen (°1968), cabaretier, komiek, acteur en columnist - Ann Ceurvels (°1968), actrice - Gert Verhulst (°1968), acteur, televisiepresentator en directeur van Studio 100 - Mark Tijsmans (°1969), acteur - Daisy Van Cauwenbergh (°1968), Miss België 1988 en Mrs. Globe 2007 - Bart De Wever (°1970), politicus N-VA - Yasmine (pseudoniem van Hilde Rams) (°1972 - † 2009) zangeres en televisiepresentatrice - Tom Barman (°1972), muzikant, DJ en filmregisseur - Marie-Rose Morel (°1972-2011), voormalig politica voor N-VA en Vlaams Belang - Sam Gooris (°1973), zanger - Freya Piryns (°1976), politica Groen! - Meyrem Almaci (°1976), politica Groen! - Tia Hellebaut (°1978), atlete |